# La suma de todos los miedos (videojuego)
La suma de todos los miedos son dos videojuegos pertenecientes al género de disparos táctico desarrollados por la empresa Red Storm Entertainment y publicado por Ubisoft; uno fue lanzado para Microsoft Windows, PlayStation 2 (solo lanzado en Europa) y GameCube, basado en el motor de juego de la saga Ghost Recon; el otro fue lanzado para Game Boy Advance.
El juego está basado en la película La suma de todos los miedos. Es un videojuego de tipo tirador táctico en primera persona y es muy similar en estilo a la serie de juegos Rainbow Six.

## Argumento
Las dos primeras misiones del juego tienen lugar durante los eventos de la película, en la que el Equipo de Rescate de Rehenes del FBI (HRT) trabaja para salvar a los rehenes en una estación de televisión de Charleston, Virginia Occidental, y cierra operaciones de una milicia de Virginia Occidental que se hace llamar "Hombres de Montaña" ". Desde la tercera misión, John Clark recluta al equipo para trabajar para la CIA y hace que los operativos trabajen en la búsqueda y asesinato de los conspiradores detrás de un incidente en Baltimore, Maryland, en el que se detonó una bomba nuclear durante un partido de fútbol americano. matando a un gran número de personas.

## Jugabilidad
La suma de todos los miedos usa una versión significativamente simplificada del modo de juego visto en la serie Rainbow Six. No hay una fase de planificación para cada misión; en su lugar, el equipo de 3 jugadores ejecuta una inserción planificada previamente con otros equipos antiterroristas controlados únicamente por la computadora. Sin embargo, el jugador es libre de desviarse de la ruta planificada y seleccionar su propio camino. El jugador tampoco puede seleccionar individualmente el equipo que lleva cada miembro del equipo. En cambio, el jugador elige entre una pequeña selección de paquetes de equipos predefinidos para todo el equipo. En cada misión, el jugador tiene el control de sus dos compañeros de equipo, y puede tomar el control directo de cualquiera de ellos en cualquier momento. El jugador también puede dar algunas órdenes rudimentarias a sus compañeros de equipo, como "esperar aquí", "sígueme" y "limpiar/granadas/flashear la próxima habitación".

## Recepción
La suma de todos los miedos vendió 180,000 copias antes del 30 de septiembre de 2002. Para fines de 2002, sus ventas ya habían superado las 400,000 copias, aunque Ubisoft había proyectado ventas de solo 350,000 en marzo de 2003.
Las versiones de PC y Game Boy Advance recibieron revisiones "promedio", mientras que la versión de GameCube recibió críticas "desfavorables" según Metacritic, una página de reseñas de videojuegos.